# 판돌포 2세 말라테스타
판돌포 2세 말라테스타(Pandolfo II Malatesta, 1325년 – 1373년 1월)는 이탈리아 출신의 콘도티에로이다.
말라테스타 2세 말라테스타의 아들인 그는 베르너 폰 우르슬링겐과 힐 데 알보르노스 밑에서 싸웠다. 이후에 밀라노의 갈레아초 2세 비스콘티 밑에서도 근무하지만 베르나보 비스콘티의 질투심 유발로 마르케로 도망쳤다. 시간이 흘러 피사와 싸우는 피렌체의 콘도타로도 있었고 존 호크우드와 싸우기도 하였다.
그는 페사로에서 사망했다.